# هوندا
هوندا (باليابانية: 本田) هي شركة لصناعة السيارات، وأكبر مُصَنِع للدراجات النارية في العالم ويقع مقرها الرئيسي في مدينة طوكيو باليابان.
بالإضافة إلى صناعة السيارات والدراجات، تقوم الشركة بصناعة جزازات العشب، مدافع الثلج، محركات خاصة بالقوارب، ومجموعات توليد الطاقة الكهربائية وغيرها من المعدات الكهربائية والميكانيكية.
تنتج الشركة ما يقرب 14 مليون من محركات الاحتراق الداخلي بأصنافها المختلفة، وتعتبر بذلك أول منتج للمحركات في العالم.

## التاريخ
كان مهندس الميكانيكا الياباني «سوإيتشيرو هوندا» مولعا بسباقات السيارات والدراجات، أودع أول براءة اختراع سنة 1931 م. قام عام 1937 م بتأسيس شركة لصناعة حلقات المكابس (تستعمل لضمان منع تسرب الضغط بين المكبس وأسطوانات المحرك أثناء عمله)، وكان يعيد بيع منتجاته لشركة «تويوتا» للمحركات، واستمر على ذلك حتى نهاية الحرب العالمية. عرفت سنة 1948 م تأسيس «شركة هوندا للمحركات»، ولما كان يريد أن يتفرغ للهندسة، قام «سوإيتشيرو» بتعيين «تاكي-أو فوجيساوا» على رأس الشركة.
في بداية الستينيات، قامت الشركة بتصنيع أولى الشاحنات والسيارات الخاصة بها، عرفت هذه التصاميم نجاحا كبيرا، إلا أن النجاح الأكبر الذي حققته الشركة كان اقتحامها للسوق الأمريكية، قامت «هوندا» بتسويق منتجاتها من السيارات والدراجات النارية وحظي بعض الأصناف بشعبية كبيرة، بيعت ملايين النسخ من سيارة «سيفيك» عام 1976 م، كما أصبحت «أكورد» السيارة الأكثر مبيعا في الولايات المتحدة خلال هذه الفترة. بعد هذه النجاحات، أصبحت «هوندا» ثالث مُصَنِع للسيارات في اليابان، بعد «تويوتا» و«نيسان».
في سنوات التسعينيات وبعد اقتحام اليابانيين السوق الأمريكية، بدأت شركات السيارات الكبيرة في أمريكا حملة مضادة لاستعادة السوق المحلية. عرفت السوق أثناء هذه الفترة اهتماما متزايدا بالسيارات الرياضية وذات الاستعمال النفعي، كانت «هوندا» قد أهملت هذين الصنفين من السيارات. كل هذه العوامل ساهمت في تراجع رقم مبيعات الشركة.
شرعت الشركة في عملية إعادة هيكلة جذرية، تم خفض التكاليف ونقل أجزاء مهمة من وسائل التصنيع إلى شمال أمريكا. عادت الحيوية من جديد، وتزايدت مبيعات سيارتي «سيفيك» و«أكورد»، تم بالإضافة إلى ذلك استحداث تصاميم جديدة، سيارات صغيرة نفعية، على غرار «أوديسي»، مما ساعد في الدفع بمؤشر الشركة للأعلى مرة أخرى.

## تصاميم الدراجات النارية
- سلسلة CB
- سلسلة CX
- سلسلة CBR
- سلسلة XR
- سلسلة VF
- سلسلة VT
- سلسلة VTX
- Valkyrie
- سلسلة GL
- Dax

سلسلة TRX

## أشهر طرازات سيارات هوندا
- هوندا أكورد
- هوندا كروس تور
- هوندا سيفيك
- هوندا سي آر-في
- هوندا سيتي
- هوندا إتش آر في
- هوندا جاز
- هوندا بايول
- هوندا اوديسي

## تفاصيل طرازات هوندا الجديدة
- أكورد: اطلقت شركة هوندا الجيل الجديد كلياً من سيارتها اكورد، حيث تتمتع بمظهر أكثر عصرية واناقة، وزودت اكورد بعدة محركات منها محرك مكون من أربعة اسطوانات سعة 2.4 لتر يولد قوة 190 حصان ومحرك مكون من ستة اسطوانات على شكل حرف V سعة 3.5 لتر يولد قوة 271 حصان يعملان بالتناسق مع علبة تروس اوتوماتيكية.
- سيفيك: كشفت شركة هوندا عن الجيل الجديد كلياً من سيارة سيفيك، والتي تظهر بشكل شبابي أكثر في الداخل والخارج، وزودت هوندا سيارة سيفيك بعدة محركات منها محرك مكون من أربعة اسطوانات سعة 1.8 لتر يولد قوة 140 حصان، ومحرك مكون من أربعة اسطوانات أيضا سعة 2.4 لتر يولد قوة 201 حصان يعملان مع علبة تروس اوتوماتيكية تتابعية.
- جاز: اطلقت شركة هوندا طرازها الجديد من سيارة جاز الصغيرة والمخصصة لتفادي ازدحامات المدينة، وزودت جاز بمحركين الأول مكون من أربعة اسطوانات سعة 1.2 لتر ومحرك باربعة اسطوانات أيضا سعة 1.4 لتر، يعملان بالتناغم مع علبة تروس اوتوماتيكية تتابعية.
- سي آر في: اطلقت هوندا الجيل الجديد كلياً من سيارتها الكروس اوفر سي آر في، حيث تتميز بشكلها الأكثر حيوية ورشاقة. وتم تزويد سي آر في الجديدة بمحرك مكون من أربعة اسطوانات سعة 2.4 لتر يعمل بالتناسق مع علبة تروس اوتوماتيكية من خمسة نسب.
- بايلوت: كشفت شركة هوندا عن الجيل الجديد من سيارتها الـ(إس يو في) الجديدة بايلوت بشكل عصري وحيوي، وزودت بايلوت بمحرك يدفع عجلاتها الاربعة مكون من ستة اسطوانات على شكل حرف V يعمل بتقنية تغير دوران وعمل الاسطوانات لتخفيض استهلاك الوقود، يعمل مع علبة تروس اوتوماتيكية.

## روابط أخرى
- موقع هوندا العالمي
- موقع هوندا الياباني
- نادي محبي هوندا
- سيارات هوندا الجديدة